# Chapelle expiatoire de Monza
 (janvier 2024).
La mise en forme du texte ne suit pas les recommandations de Wikipédia : il faut le « wikifier ».
Les points d'amélioration suivants sont les cas les plus fréquents. Le détail des points à revoir est peut-être précisé sur la page de discussion.
- Les titres sont pré-formatés par le logiciel. Ils ne sont ni en capitales, ni en gras.
- Le texte ne doit pas être écrit en capitales (les noms de famille non plus), ni en gras, ni en italique, ni en « petit »…
- Le gras n'est utilisé que pour surligner le titre de l'article dans l'introduction, une seule fois.
- L'italique est rarement utilisé : mots en langue étrangère, titres d'œuvres, noms de bateaux, etc.
- Les citations ne sont pas en italique mais en corps de texte normal. Elles sont entourées par des guillemets français : « et ».
- Les listes à puces sont à éviter, des paragraphes rédigés étant largement préférés. Les tableaux sont à réserver à la présentation de données structurées (résultats, etc.).
- Les appels de note de bas de page (petits chiffres en exposant, introduits par l'outil «  Source ») sont à placer entre la fin de phrase et le point final[comme ça].
- Les liens internes (vers d'autres articles de Wikipédia) sont à choisir avec parcimonie. Créez des liens vers des articles approfondissant le sujet. Les termes génériques sans rapport avec le sujet sont à éviter, ainsi que les répétitions de liens vers un même terme.
- Les liens externes sont à placer uniquement dans une section « Liens externes », à la fin de l'article. Ces liens sont à choisir avec parcimonie suivant les règles définies. Si un lien sert de source à l'article, son insertion dans le texte est à faire par les notes de bas de page.
- La présentation des références doit suivre les conventions bibliographiques. Il est recommandé d'utiliser les modèles {{Ouvrage}}, {{Chapitre}}, {{Article}}, {{Lien web}} et/ou {{Bibliographie}}. Le mode d'édition visuel peut mettre en forme automatiquement les références.
- Insérer une infobox (cadre d'informations à droite) n'est pas obligatoire pour parachever la mise en page.

Pour une aide détaillée, merci de consulter Aide:Wikification.
Si vous pensez que ces points ont été résolus, vous pouvez retirer ce bandeau et améliorer la mise en forme d'un autre article.
La chapelle expiatoire de Monza est le mémorial que la Reine veuve Marguerite de Savoie et le roi d'Italie Victor-Emmanuel III ont voulu ériger à Monza pour commémorer le régicide d'Humbert Ier, tué dans la capitale de Province de Lombardie le 29 juillet 1900.
La chapelle se trouve à l'endroit exact où l'anarchiste Gaetano Bresci a tiré sur le roi, le tuant à la fin d'un événement sportif.
Depuis décembre 2014, le Ministère des biens et activités culturels le gère à travers le Centre des musées de Lombardie, devenu en décembre 2019 Direction régionale des musées.

## Historique

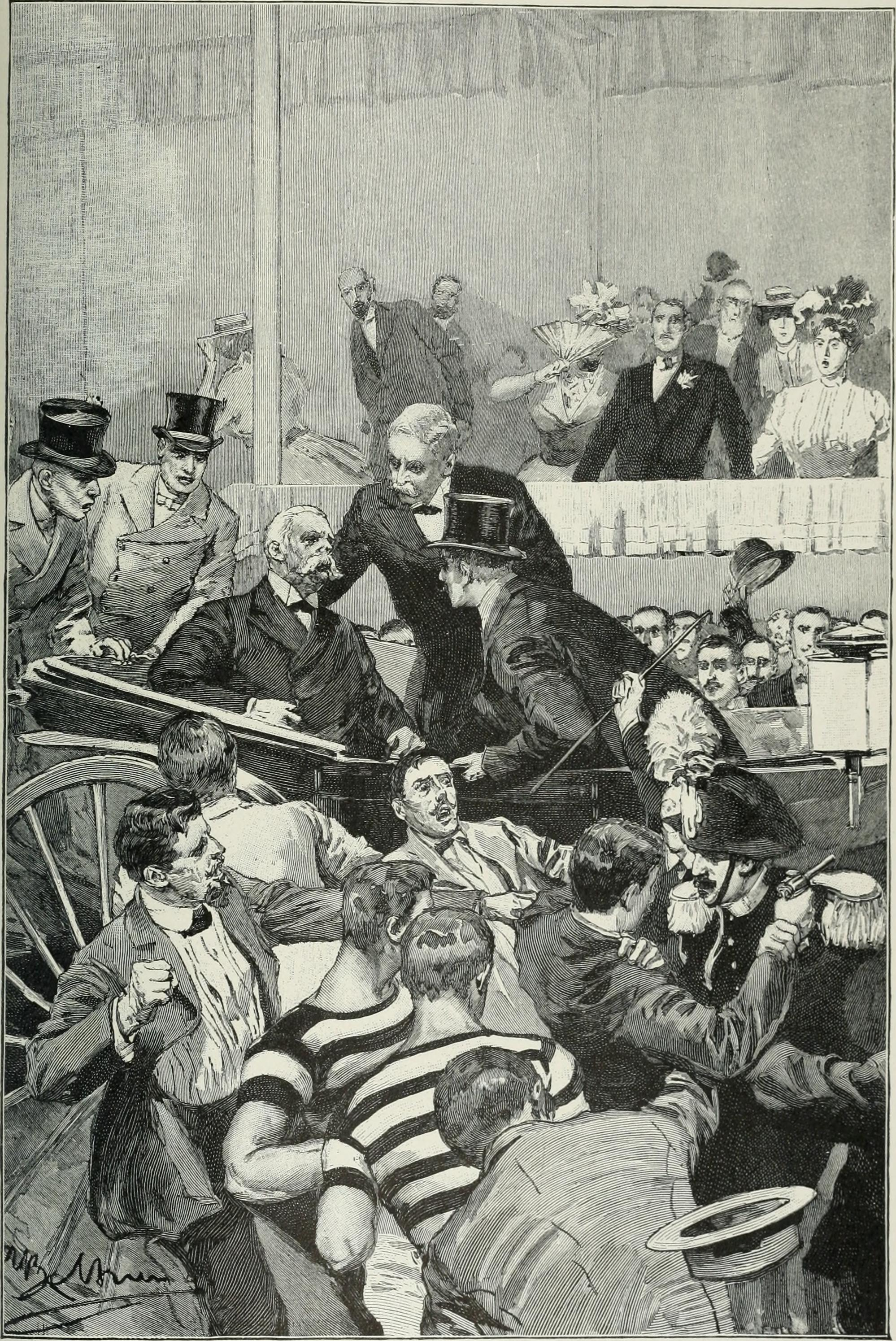
La couverture de la Domenica del Corriere, conçue par Achille Beltrame, illustre le régicide d'Humbert Ier (roi d'Italie) à Monza le 29 juillet 1900.

Le soir du 29 juillet 1900, à 22 heures, le roi d'Italie Humbert Ier assista à une compétition de gymnastique à Monza. À 22 h 45, aussitôt remonté dans la voiture accompagné du général Ponzio-Vaglia, Humbert Ier est touché par quelques coups de feu tirés sur lui par l'anarchiste Gaetano Bresci (1869-1901) et meurt à 23 h 30 malgré les tentatives des médecins Vercelli et Salvio pour le sauver.
Dès le 8 août 1900, à l'occasion des premières funérailles d'Humbert Ier à Monza, un vieil homme et un garçon avaient placé une simple croix de bois sur le lieu de l'assassinat et s'y étaient rassemblés pour prier ; bientôt d'autres personnes les rejoignirent, rendant le lieu sacré « par le sentiment populaire ». Par la suite, une croix plus solide fut placée, après quoi la reine Marguerite de Savoie ordonna qu'une chapelle expiatoire soit érigée à cet endroit en mémoire de l'assassinat de son mari.
| |  |                                                                                          |
| Le roi Victor-Emmanuel III qui a commandé, avec la reine mère Marguerite de Savoie, l'érection de la Chapelle Expiatoire en mémoire du régicide d'Humbert Ier. |  | Giuseppe Sacconi, architecte de la Chapelle et l'auteur du projet du Vittoriano de Rome. |

La tâche du projet a été confiée par Victor-Emmanuel III à l'architecte Giuseppe Sacconi (1854-1905), déjà auteur du projet du Vittoriano de Rome, ou Autel de la Patrie. La cérémonie de pose de la première pierre a eu lieu en présence de son Altesse Royale Louis-Amédée de Savoie, duc des Abruzzes, représentant Victoire-Emmanuel III, le 29 juillet 1901, premier anniversaire du régicide. Les travaux étaient encore peu avancés à la mort de Sacconi et furent donc poursuivis par son élève Guido Cirilli, qui introduisit diverses modifications au projet original. La chapelle a été inaugurée à l'occasion du dixième anniversaire du régicide, le 29 juillet 1910.
Quelques années après la mort de Gaetano Bresci, Ezio Riboldi, le premier maire socialiste de Monza, fit construire la Chapelle Expiatoire de Monza à un jeune collègue du parti, alors jeune représentant du syndicalisme révolutionnaire Benito Mussolini, qui, avec une pierre tranchante, grava l'écriture sur le portail : « Monument à Bresci »

## Descriptif

### Externe
La Chapelle est située au bout d'une courte avenue bordée de sapins qui part de l'exèdre située à gauche le long du Viale Cesare Battisti qui part de la façade de la Villa royale de Monza.
Le monument a sa façade entourée d'un portail en fer forgé par Alessandro Mazzucotelli (1865-1938); au-delà du portail, au milieu d'un rectangle entouré d'un mur recouvert de mosaïque, se dresse le monument : sur une haute base avec des marches se dresse une plate-forme entourée de barrières en bronze de l'artiste bergamasque Giovanni Lomazzi  (1853-1925) ; sur elle s'élève une puissante base polygonale renfermant la chapelle et sur laquelle repose la grande stèle de pierre de Oggiono portant deux croix latines translucides d'albâtre provenant d'une carrière romaine d'Algérie ; le tout atteint une hauteur de 35 mètres.
Au pied de la stèle se trouve le groupe de bronze de Ludovico Pogliaghi représentant la Pietà. Sur le dessus se trouve une urne surmontée d'un coussin sur lequel sont placés le sceptre, le Collier de l'Ordre suprême de la Très Sainte Annonciade et la couronne de la Maison de Savoie.

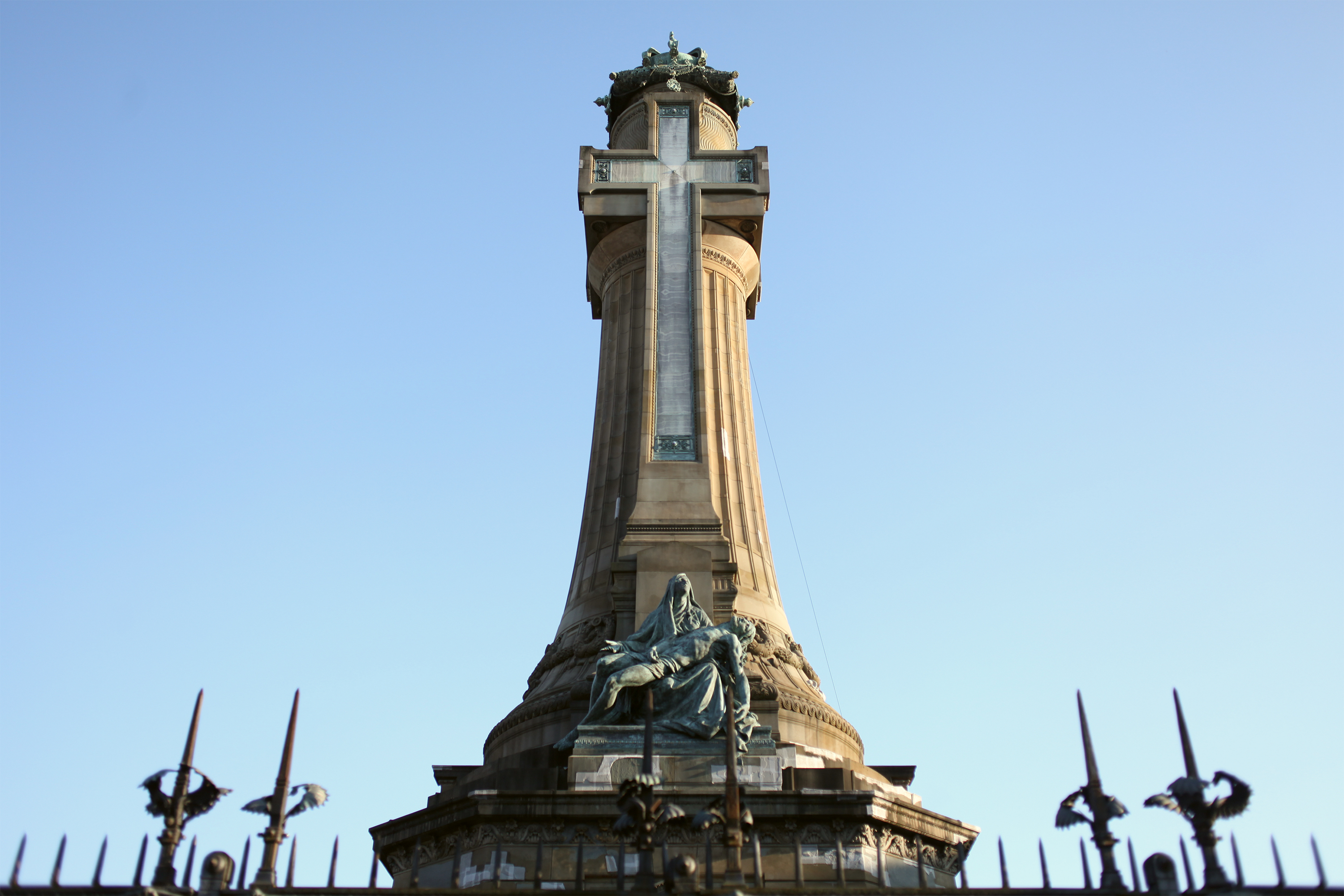
La Chapelle Expiatoire vue d'en bas. La croix d'albâtre est mise en valeur, illuminée de l'intérieur chaque nuit du 29 juillet.
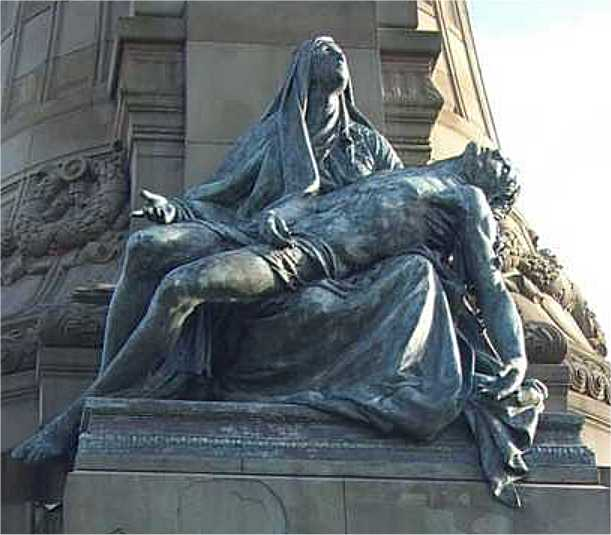
La Pietà en bronze de Lodovico Pogliaghi
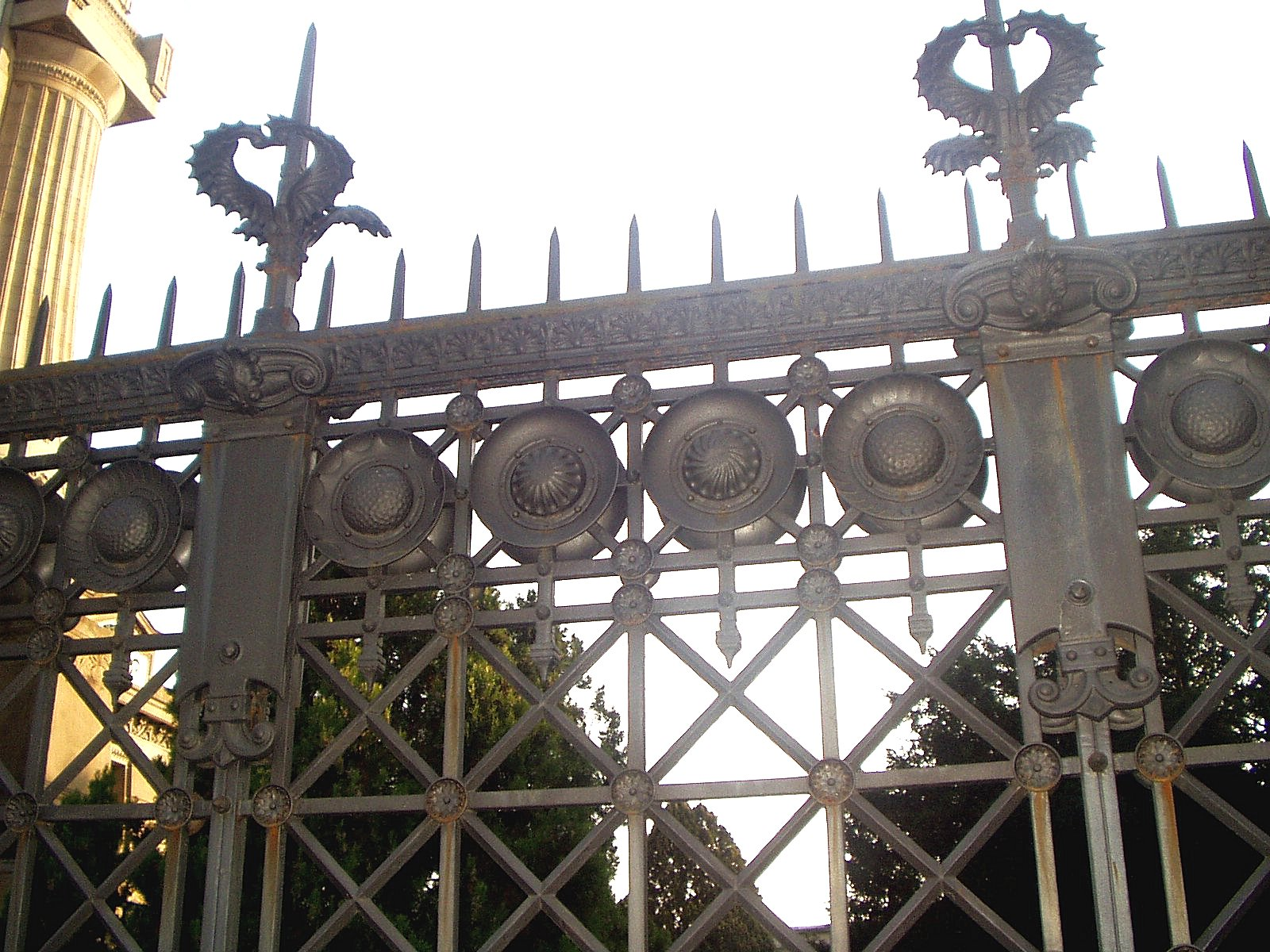
L'œuvre annulée d'Alessandro Mazzucotelli
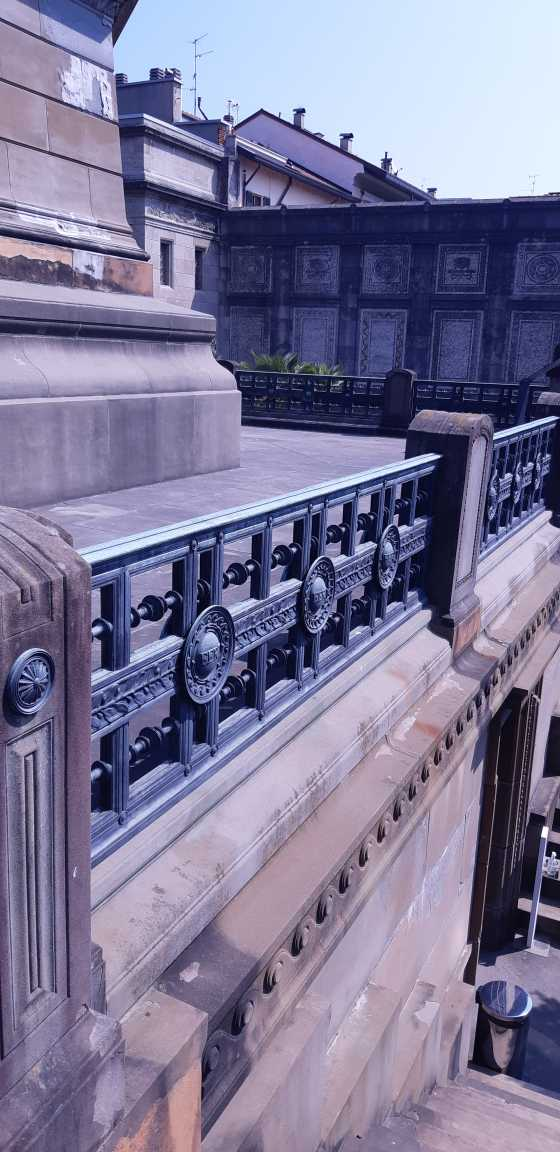
Barrières de bronze par Giovanni Lomazzi
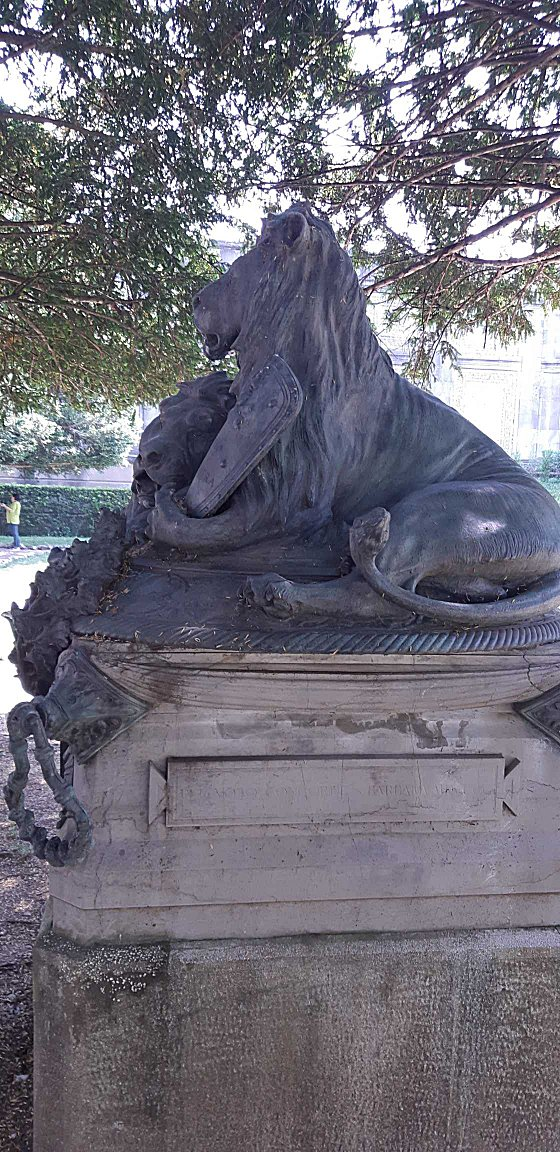
Lions de bronze par Diego Sarti
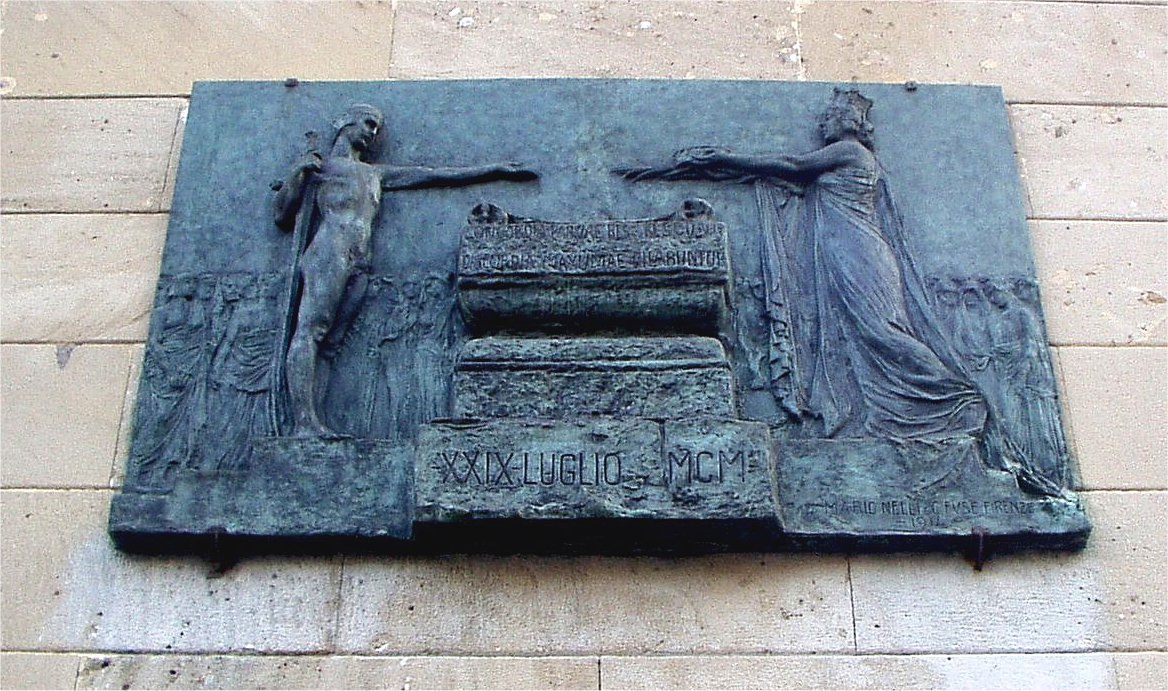
Plaque commémorative en bronze 29.7.1900 par Mario Nelli
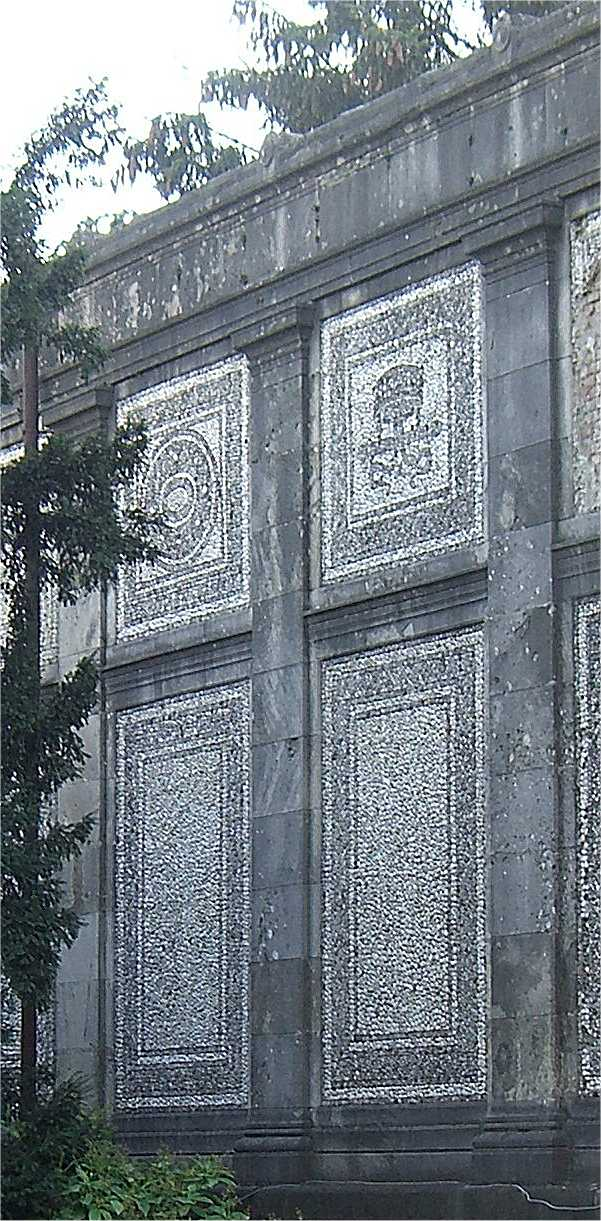
Intérieur du mur d'enceinte avec mosaïque grise
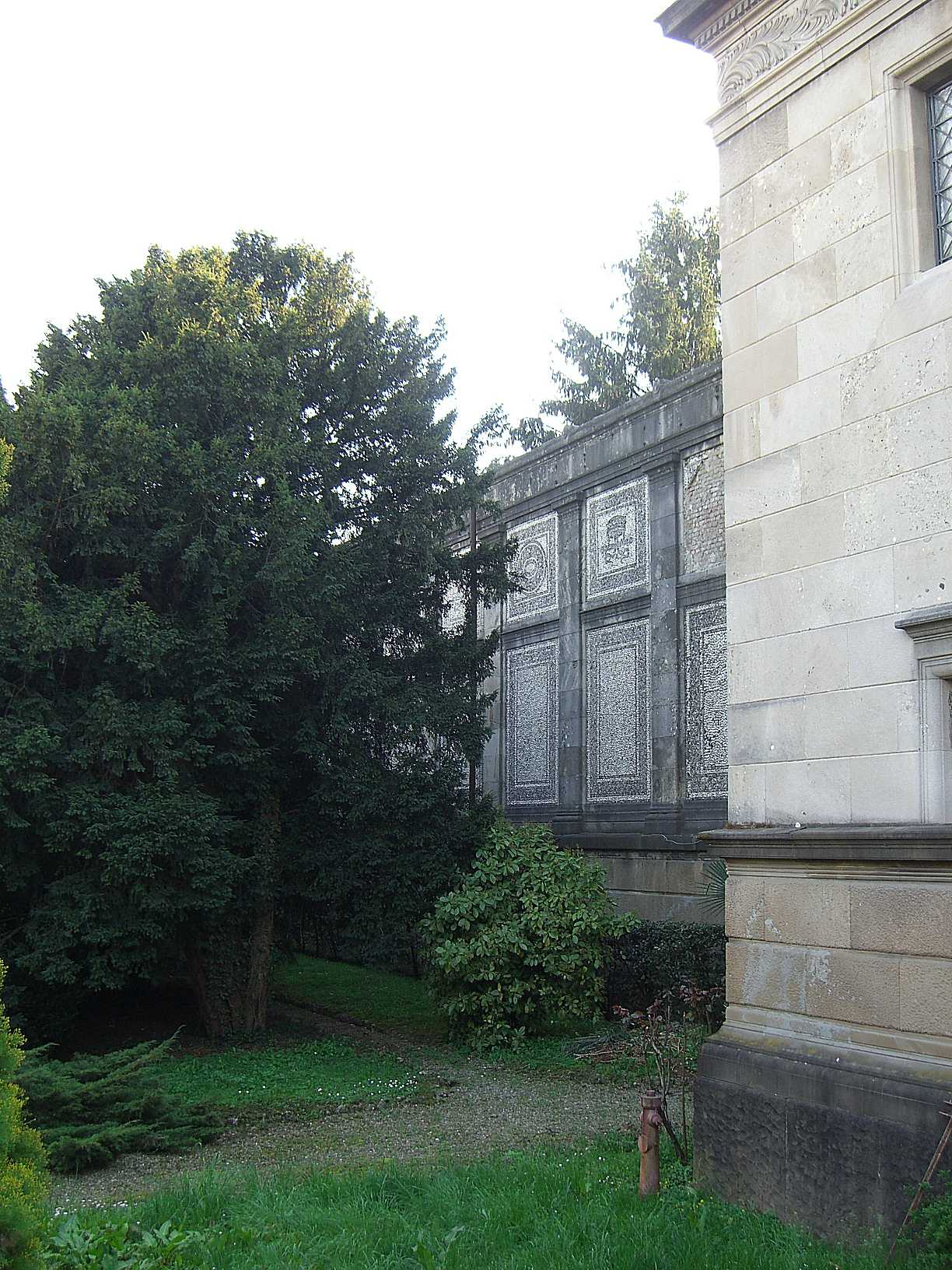
Intérieur du mur de la chapelle recouvert de mosaïque grise
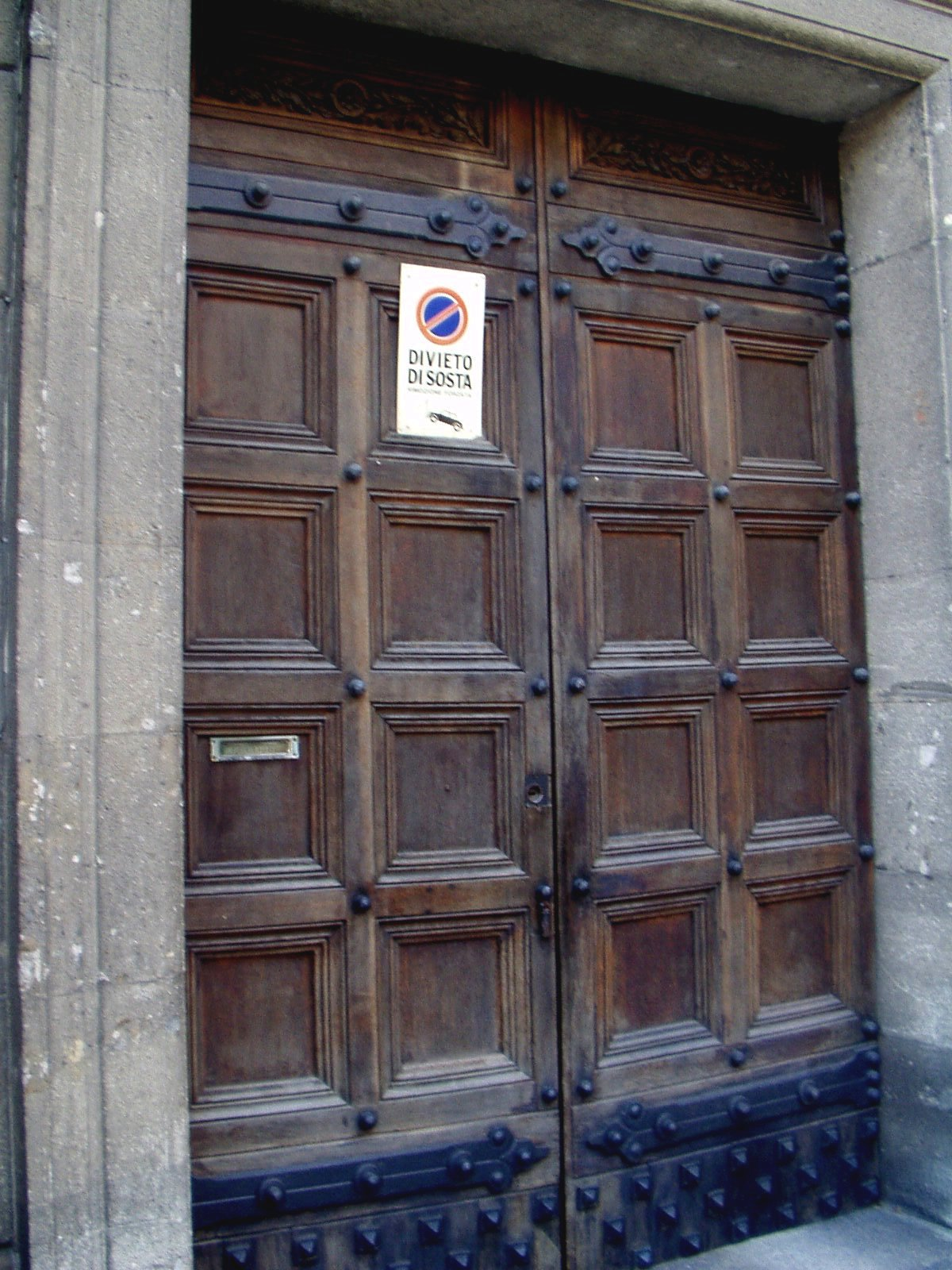
Porte d'entrée en bois de la crypte

### Interne
L'intérieur du temple, de plan circulaire, est recouvert de mosaïques d'inspiration byzantine et de marbres de diverses couleurs et d'origines diverses. Divers sujets en mosaïque sur les cartons de Emilio Retrosi réalisés par Antonio Castaman représentent, dans les voiles, des anges avec les symboles de la Passion du Christ et, dans les cocardes, des saints et des bienheureux de Maison de Savoie.
De l'extérieur, se trouve une crypte, à plan en forme de croix grecque, recouverte de marbre polychrome et de bronze. Les voûtes sont en mosaïque reproduisant un ciel étoilé. À l'intersection des quatre bras de la crypte se trouve une pierre de marbre noir gravée de la date du 29 juillet 1900 et qui marque l'endroit exact de l'assassinat.

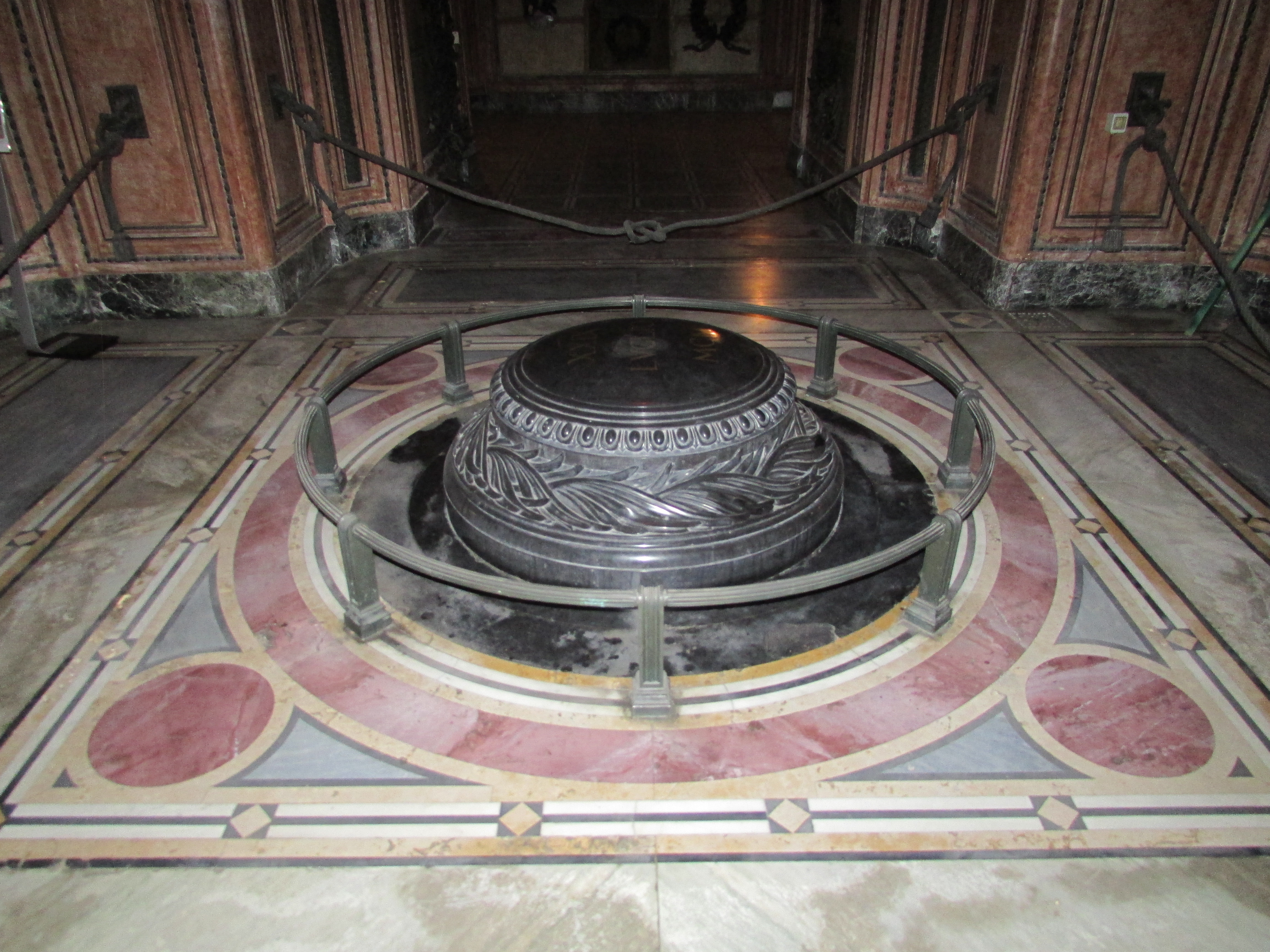
La pierre sur le lieu précis du régicide.
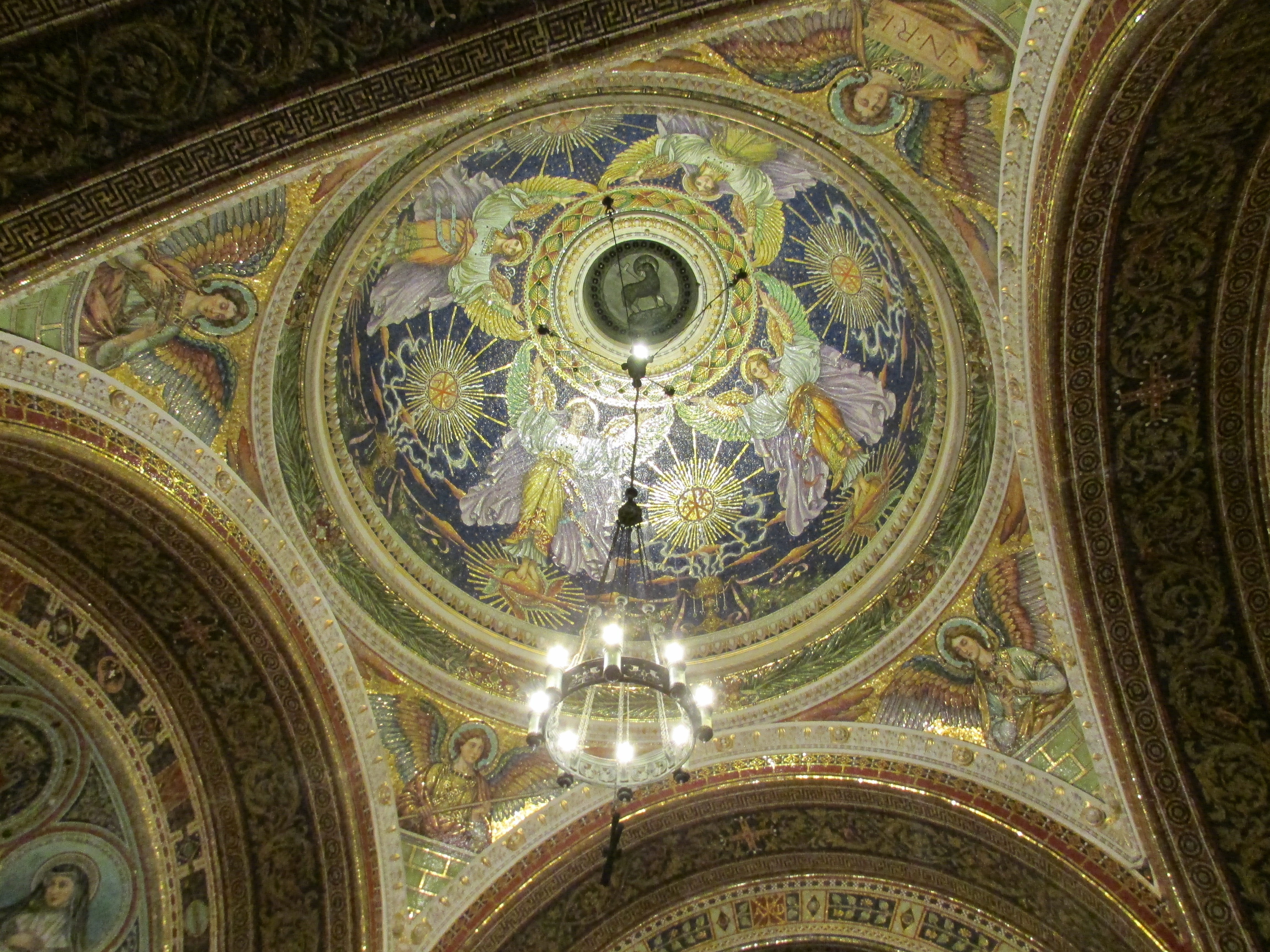
Le dôme supérieur.
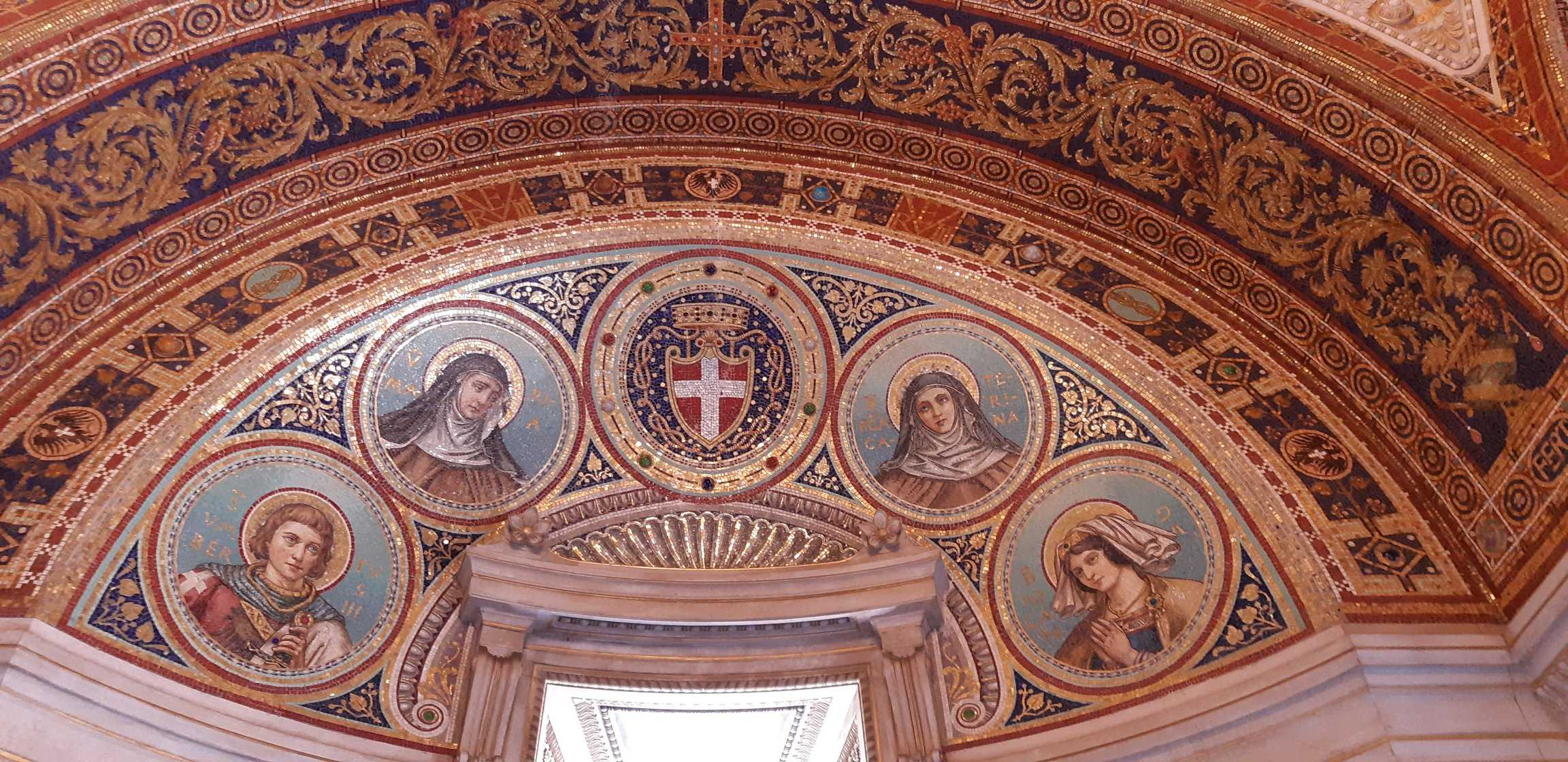
Détail d'une lunette.
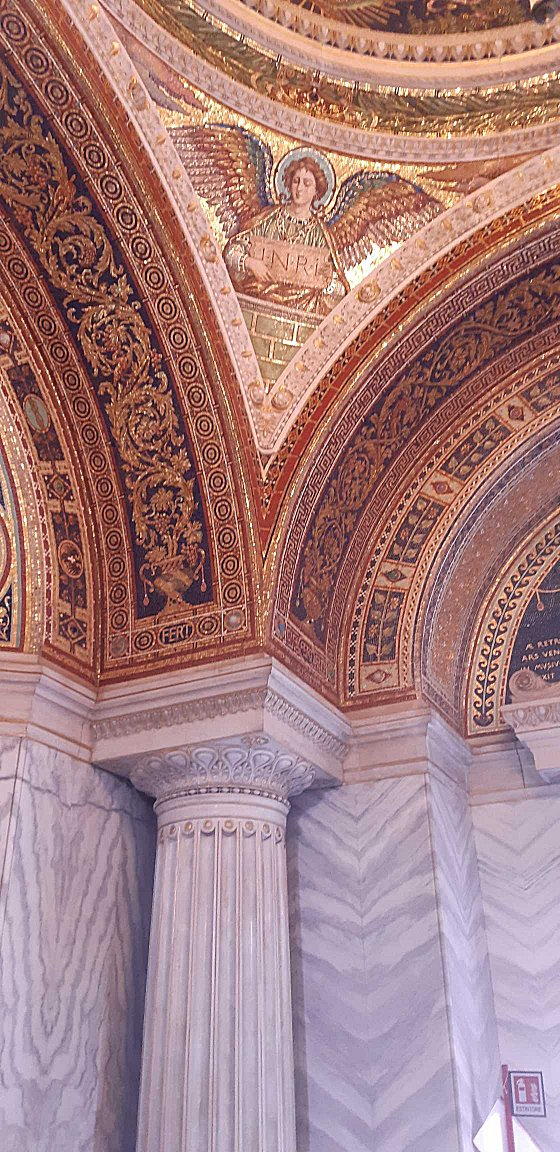
Détail sur les mosaïques sous le dôme.

## Commémorations
Chaque 29 juillet depuis 1911, a lieu une cérémonie commémorative du régicide avec une célébration dans la chapelle, promue par l'Institut national pour la garde d'honneur des tombeaux royaux des Panthéon.
La nuit du 29 juillet, le monument est illuminé de l'intérieur grâce aux deux croix en albâtre.

## Artistes qui ont collaboré
- Antonio Castaman - création de mosaïques à l'intérieur de la chapelle
- Guido Cirilli - L'architecte successeur de Sacconi
- Giovanni Lomazzi - barrières en bronze de la plateforme
- Alessandro Mazzucotelli - portail extérieur en fer
- Mario Nelli Florence - plaque commémorative en bronze sur le propylée droit
- Ludovico Pogliaghi - auteur de la Pietà de Bronze
- Emilio Retrosi - dessins des mosaïques à l'intérieur de la chapelle
- Giuseppe Sacconi - architecte auteur du projet
- Diego Sarti - groupe de lions de bronze dans la cour